# Manpur
Manpur é uma cidade e uma nagar panchayat no distrito de Indore, no estado indiano de Madhya Pradesh.

## Geografia
Manpur está localizada a 22° 26′ N, 75° 37′ L. Tem uma altitude média de 567 metros (1 860 pés).

## Demografia
Segundo o censo de 2001, Manpur tinha uma população de 6 525 habitantes. Os indivíduos do sexo masculino constituem 53% da população e os do sexo feminino 47%. Manpur tem uma taxa de literacia de 66%, superior à média nacional de 59,5%: a literacia no sexo masculino é de 74% e no sexo feminino é de 56%. Em Manpur, 15% da população está abaixo dos 6 anos de idade.